# 고향에 갔더란다
《고향에 갔더란다》는 1987년 8월 30일에 MBC TV에서 방영된 베스트셀러극장이다.

## 줄거리
시골의 가난한 떡집의 아들로 태어난 이기수(서학)는 고학 끝에 대학을 졸업하고 미국 유학까지 다녀와 한 재벌그룹의 경제연구소장이 된다. 어렵게 거둔 성공을 자랑하고 싶은 마음에 오랜만에 고향을 찾은 기수는 여기저기를 둘러보며 고향이 자신의 머릿속에 있던 고향이 더 이상 아님을 깨닫게 된다. 오랜만에 만난 고향 친구들은 지방유지가 되어 자기자랑에만 급급하고 그 외 사람들은 부러움과 질시에 찬 눈으로 서먹하게 대하는 등, 너무나 달라진 고향의 모습에 어색함을 느낀 기수는...

## 출연
- 서학
- 노경주
- 권성덕
- 오승명
- 정진
- 홍순창
- 최종원
- 전국환
- 김명희
- 원미원
- 강미
- 이상숙
- 임정선
- 박예숙
- 이숙
- 차주옥
- 권경숙
- 송경철
- 정승호
- 이희도
- 김두삼
- 홍민우
- 김사천
- 윤철형
- 맹찬재
- 김혜선
- 김석빈
- 유홍기
- 신정아